# Gymnopilus subrufobrunneus
Gymnopilus subrufobrunneus là một loài nấm thuộc họ Cortinariaceae.